# Wrigley (Nordwest-Territorien)
Wrigley ist ein Ort mit 119 Einwohnern (kanadischer Zensus von 2016) in der Dehcho Region der Nordwest-Territorien, Kanada. Er liegt am Ostufer des Mackenzies, nahe der Mündung des Wrigley, 853 km nördlich von Yellowknife und 1679 km von Edmonton. Der Ort ist über den Mackenzie Highway und den eigenen Flugplatz mit der Umgebung verbunden. Der Flugplatz (IATA-Flughafencode: YWY, ICAO-Code: CYWY, Transport Canada Identifier: -) liegt südöstlich der Gemeinde und hat lediglich eine 1.066 Meter lange, geschotterte Start- und Landebahn. Wrigley liegt etwa 145 Meter über dem Meeresspiegel.
Die Bewohner des Ortes gehören mehrheitlich den First Nations an. Sie werden durch die Pehdzeh Ki First Nation repräsentiert, die wiederum Teil der Organisation Dehcho First Nations ist. Die Bewohner führen weiterhin ein traditionelles Leben: Fallen stellen, Jagen, Fischen. Allerdings gibt es in Wrigley auch Hotels.
Die Gemeinde war zunächst im Fort Wrigley beheimatet, zog aber 1965 aufgrund der besseren Erreichbarkeit um.